# Kil-pah-las Indian Reserve 3
Kil-pah-las Indian Reserve 3 (franska: Réserve indienne Kil-pah-las 3) är ett reservat i Kanada.   Det ligger i provinsen British Columbia, i den sydvästra delen av landet, 3 600 km väster om huvudstaden Ottawa.
I omgivningarna runt Kil-pah-las Indian Reserve 3 växer i huvudsak blandskog. Runt Kil-pah-las Indian Reserve 3 är det ganska glesbefolkat, med 38 invånare per kvadratkilometer.